# Podróż apostolska Benedykta XVI do Wielkiej Brytanii

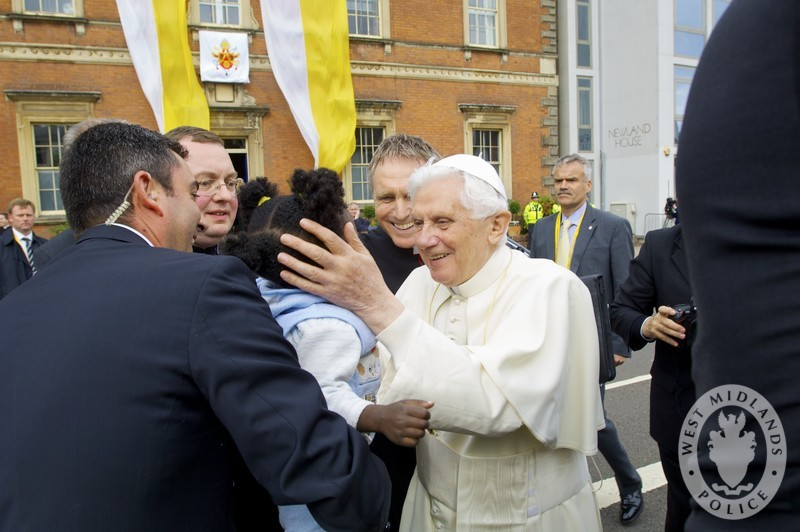
Benedykt XVI błogosławi dziecko podczas wizyty w Wielkiej Brytanii

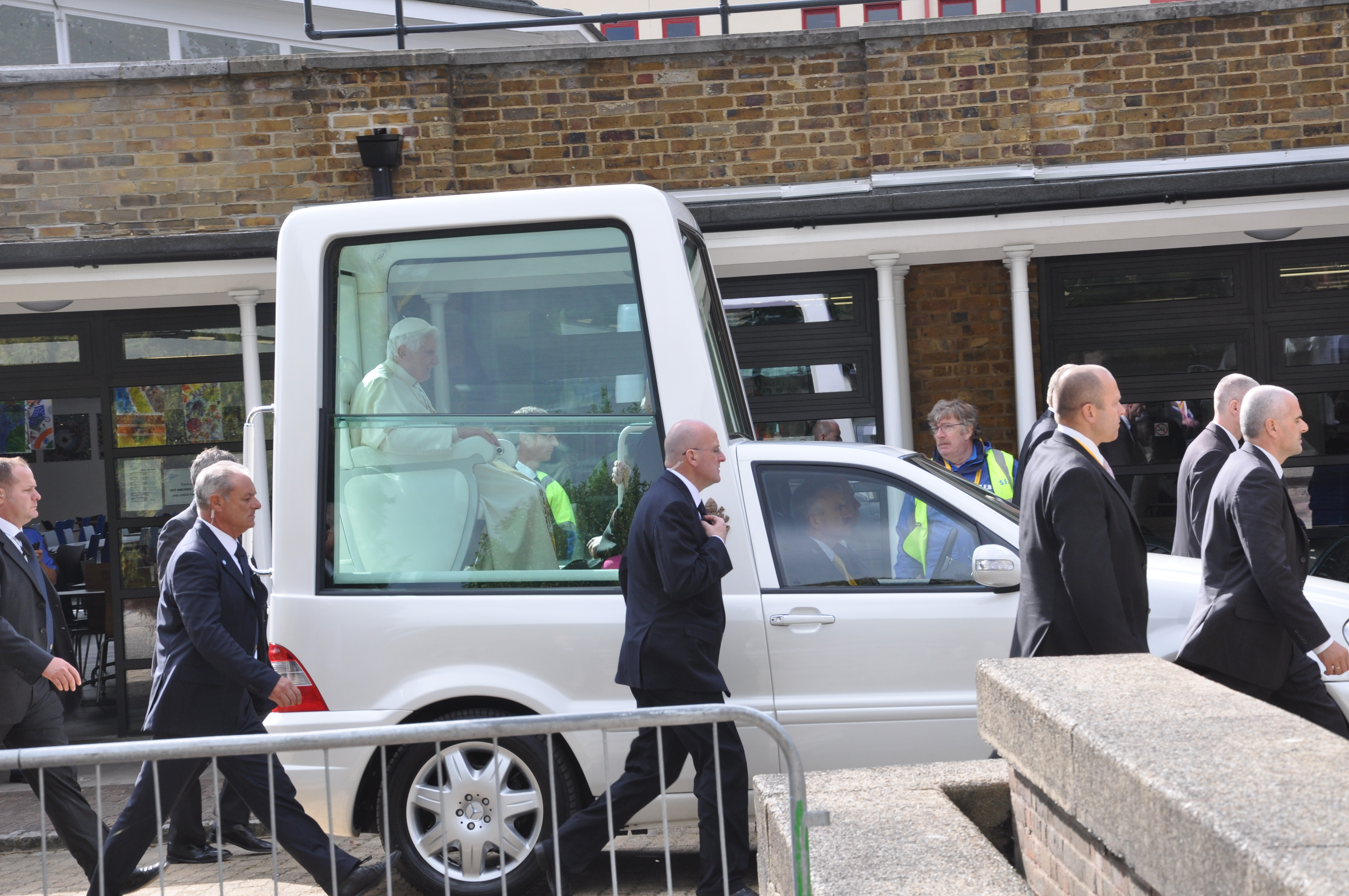
Papież w Westmisterze

Podróż apostolska Benedykta XVI do Wielkiej Brytanii  odbyła 16–19 września 2010. Była to siedemnasta wizyta zagraniczna tego papieża. W trakcie wizyty Benedykt XVI odwiedził cztery miasta Anglii i Szkocji: Edynburg, Glasgow, Londyn i Birmingham. Centralnym punktem podróży była msza połączona z beatyfikacją kardynała Johna Henry’ego Newmana. W programie wizyty znalazły się m.in.:
- msze w Glasgow i Londynie
- spotkania z politykami (premier UK David Cameron, wicepremier, lider opozycji, premier Szkocji Alex Salmond)
- spotkanie z przedstawicielami organizacji społecznych, przedsiębiorcami, ludźmi nauki i kultury
- spotkanie z biskupami Anglii, Walii i Szkocji, spotkania z przedstawicielami Kościoła anglikańskiego oraz innych kościołów i religii